# 普氏沙鼠
普氏沙鼠（學名Brachiones przewalskii）又稱普氏短耳沙鼠，是鼠科動物中的一個物種，也是普氏沙鼠屬(Brachiones)之下的唯一物種。只發現於中國。